# Naujan
Naujan é um município de  primeira classe de renda municipal (d) na província Oriental Mindoro, nas Filipinas. De acordo com o censo de 1 de maio  de  2020 possui uma população de 109 587 pessoas e 26 504 domicílios.